# Reino Poutanen
Reino Richard Poutanen (21. februar 1928 - 14. april 2007) var en finsk roer fra Turku.
Poutanen var med i den finske firer med styrmand, der vandt bronze ved OL 1956 i Melbourne. Kauko Hänninen, Veli Lehtelä, Toimi Pitkänen og styrmand Matti Niemi udgjorde resten af besætningen. Der deltog i alt 10 lande i disciplinen, hvor Italien vandt guld, mens Sverige tog sølvmedaljerne. Ved de samme lege deltog han i den finske firer uden styrmand, og han var også med ved OL 1960 i Rom.
Poutanen vandt desuden en EM-guldmedalje i firer med styrmand ved EM 1956 i Jugoslavien.

## OL-medaljer
- 1956:  Bronze i firer med styrmand